# دودلي بيتر ألين
دودلي بيتر ألين (بالإنجليزية: Dudley Peter Allen)‏ هو جراح أمريكي، ولد في 25 مارس 1852 في Kinsman, Ohio ‏ في الولايات المتحدة، وتوفي في 6 يناير 1915 في نيويورك في الولايات المتحدة بسبب ذات الرئة.